# Martin van Bruinessen
Martin van Bruinessen (1946) es un antropólogo neerlandés, que ha estudiado el mundo musulmán y la cuestión kurda.
Es autor de obras como Agha, Shaikh and State: The Social and Political Structures of Kurdistan (Zed Books Ltd., 1992), sobre la región del Kurdistán, se trata de una reedición de su tesis doctoral publicada en 1978; Tarekat Naqsyabandiyah di Indonesia. Survei Historis, Geografis dan Sosiologis (Mizan, 1992), sobre el papel de la tariqa sufí Naqshbandiyya en Indonesia; Kürdistan üzerine yazılar (İletişim yayınları, 1992); o NU: tradisi, relasi-relasi kuasa, pencarian wacana baru (LkiS, 1994), sobre el Nahdlatul Ulama indonesio; entre otras muchas.